# Albrecht Lynge
Albrecht Larsen Lynge (* um 1765 in Qasigiannguit; † 21. September 1800 in Aasiaat) war ein grönländischer Jäger.

## Leben

### Kindheit
Albrecht Lynge war der ältere Sohn des dänischen Böttchers Lars Lynge (um 1725–1803) und seiner grönländischen Frau Maren (1737–1785). Über Albrechts Jugend ist nichts bekannt. Als Sohn eines Dänen erlernte er vermutlich nicht die Kajakjagd. Sein Vater hatte ab 1776 erstmals Seehunde mit Netzen gefangen und so kam auch Albrecht mit der Netzjagd in Kontakt.

### Heirat und Zeit als Jäger in Imerissoq
Er heiratete am 7. April 1782 in Qasigiannguit Ane Maria Jacobsdatter Møller (um 1767–1833), Tochter des dänischen Katecheten Jacob Poulsen Møller und seiner grönländischen Frau Rebecca. Da Albrecht der einzige Sohn von Lars Lynge mit Nachkommen war, kann auch er als Stammvater der Familie angesehen werden. Zahlreiche der bedeutendsten Persönlichkeiten Grönlands stammen von ihm ab. Aus der Ehe gingen folgende Kinder hervor:
- Rebekka Albrechtsdatter Lynge (1783–1858), verh. mit Jens Rasmussen Holm (um 1781–1831)
- Lars Albrechtsen Lynge (1787–1848), verh. mit Kristine Mettea Alsbach (1781–1855)
- Anna Albrechtsdatter Lynge (1789–1821), verh. mit Christen Andersen Kruse (1793–1850)
- Elias Albrechtsen Lynge (1791–1852), verh. mit Helga (1790–1859)

Im selben Jahr wurde er in den Dienst des Handels berufen, wo er zum Walfänger von Imerissoq ernannt wurde. Obwohl Inspektor Johan Friderich Schwabe ihn als untauglich ansah, behielt er den Job. 1787 kam der Handelsassistent Marcus Nissen Myhlenphort nach Imerissoq, um hier als Walfangleiter zu arbeiten. Er kannte Albrechts Vater und so versuchten sich Myhlenphort und Albrecht Lynge an der Netzjagd in Imerissoq, was jedoch ohne Erfolg blieb.

### Zeit als Jäger in Oqaatsut und Aasiaat
Bereits 1788 wechselte Myhlenphort nach Ilulissat, verlangte aber, dass Albrecht mitkommt, um einen weiteren Versuch starten zu können. Myhlenphort ließ auf eigene Kosten ein Haus für Albrecht Lynge in Oqaatsut nördlich der Kolonie errichten. Dort betrieb Albrecht diesmal erfolgreich Netzjagd und bildete andere Grönländer aus. Als Handelsbediensteter erhielt er Lohn durch den Staat und durfte obendrein auch für den eigenen Fang Geld einnehmen, wodurch es ihm wirtschaftlich gut ging. Albrecht Lynge und seine Kollegen bildeten die erste überlieferte Jagdkooperation in Grönland. Albrecht Lynge war somit der grönländische Pionier das Netzjagd. Später wechselte Myhlenphort nach Aasiaat und Albrecht folgte ein weiteres Mal, mitsamt seiner Männer und auch diesmal waren sie erfolgreich. 1795 bezeichnete Inspektor Børge Johan Schultz ihn als zweittüchtigsten Mann der Kolonie.
Bei einer Pockenepidemie 1800/01 kamen ein großer Teil der Männer Albrechts ums Leben und auch er erlag der Krankheit. Myhlenphort wurde im Jahr darauf in Nuuk zum südgrönländischen Inspektor ernannt und nahm Albrechts Witwe und die Kinder mit, die fortan bei ihm lebten. Es ist davon auszugehen, dass Ane Marias 1797 geborene Tochter Elisabeth Augustina das Kind Myhlenphorts ist.